# Kariman Abuljadayel
Kariman Abuljadayel (11 de mayo de 1994) es una atleta saudí.
Participó en la prueba femenina de 100 metros en los Juegos Olímpicos de Río de Janeiro de 2016, convirtiéndose en la primera mujer saudí en competir en el evento. Quedó eliminada al acabar séptima en la ronda preliminar con una marca de 14.61 segundos estableciendo el récord de su país en esa prueba. Previamente había participado en el Campeonato Mundial de Atletismo en Pista Cubierta de Portland.
Tuvo que competir con un traje que le tapaba todo el cuerpo y la cabeza, tal y como establece el régimen saudí. Ese país había sido amenazado con la suspensión por parte del COI si no incluía en su equipo olímpico a mujeres. 